# Coppa Italia Serie D 2010-2011
La Coppa Italia Serie D 2010-2011 è stata la dodicesima edizione della manifestazione. Vi hanno partecipato tutte le 166 squadre iscritte al campionato di Serie D 2010-2011 che si sono affrontate in partite ad eliminazione diretta. È iniziata il 22 agosto 2010 ed è terminata il 14 aprile 2011 con la vittoria del Perugia.

## Regolamento
Il turno preliminare, il primo turno, i trentaduesimi, i sedicesimi, gli ottavi di finale ed i quarti di finale saranno disputati con gare di sola andata. Le semifinali saranno disputate con gare di andata e ritorno e la finale in gara unica.
Nel caso di parità al termine degli incontri, sia di sola andata che andata/ritorno, non verranno disputati i tempi supplementari ma si tireranno direttamente i calci di rigore. Per la finale invece sono previsti supplementari e rigori.

## Turno preliminare
Il turno preliminare prevede la disputa di 44 gare di sola andata riservato alle seguenti squadre :
- 35 società neopromosse
- 1 società retrocessa dalla 2ª Divisione
- 17 società vincenti i play-out 2009/2010 e salve con un distacco superiore ad 8 punti.
- 20 società ripescate
- 4 società inserite in soprannumero (Arezzo, Mantova, Perugia e Rimini)
- 9 società classificatesi al dodicesimo posto nei gironi A, B, E, G, I, al tredicesimo nel girone H, al quattordicesimo nel girone C e all'undicesimo nel girone F (Chieri, Solbiatese, N. Verolese, Ponsacco, Fortis Juventus, Miglianico, Cynthia, Angri, Mazara)
- 2 società ammesse a seguito di delibera del Commissario Straordinario (Bojano, Gaeta)

| Squadra 1              | Risultato       | Squadra 2               |
| ---------------------- | --------------- | ----------------------- |
| 21/22.08.2010          |                 |                         |
| Montecchio             | 0 - 3           | Castelnuovo Sandrà      |
| Città di Concordia     | 1 - 2           | Opitergina              |
| Trento                 | 2 - 3           | Treviso                 |
| Legnago                | 0 - 0 (6-7 dtr) | Sterilgarda Castiglione |
| Torviscosa             | 1 - 2           | Kras                    |
| Borgosesia             | 2 - 3           | Gallaratese             |
| Caratese               | 1 - 0           | Vigevano                |
| Nuova Verolese         | 0 - 1           | Seregno                 |
| Carpenedolo            | 1 - 0           | Rudianese               |
| Mantova                | 2 - 1           | Castellana              |
| Solbiatese             | 0 - 0 (3-4 dtr) | Castiadas               |
| Arzachena              | 0 - 1           | Porto Torres            |
| Chieri                 | 3 - 0           | Rivoli                  |
| Saint-Christophe       | 1 - 2           | Santhià                 |
| Derthona               | 0 - 2           | Asti                    |
| Novese                 | 1 - 2           | Chiavari Caperana       |
| Fiorenzuola            | 0 - 1           | Bagnolese               |
| Castel San Pietro      | 0 - 3           | Virtus Pavullese        |
| Forlì                  | 1 - 2           | Cesenatico              |
| Rimini                 | 0 - 1           | Real Rimini             |
| Sambenedettese         | 1 - 1 (3-4 dtr) | Jesina                  |
| Luco Canistro          | 1 - 0           | Miglianico              |
| Perugia                | 1 - 0           | Pontevecchio            |
| Todi                   | 0 - 2           | Voluntas Spoleto        |
| Orvietana              | 2 - 3           | Pianese                 |
| Ponsacco               | 3 - 2           | Monteriggioni           |
| Camaiore               | 2 - 2 (7-8 dtr) | Tuttocuoio              |
| Arezzo                 | 1 - 2           | Fortis Juventus         |
| Teramo                 | 2 - 0           | R.C. Angolana           |
| Venafro                | 5 - 3           | Bojano                  |
| Cynthia                | 3 - 2           | Zagarolo                |
| Astrea                 | 0 - 1           | Anziolavinio            |
| Boville Ernica         | 1 - 2           | Gaeta                   |
| Sporting Terni         | 6 - 1           | Fidene                  |
| Viribus Unitis         | 7 - 0           | Ischia                  |
| Bacoli Sibilla Flegrea | 0 - 0 (4-3 dtr) | Ebolitana               |
| Arzanese               | 0 - 1           | Atletico Nola           |
| Angri                  | 0 - 1           | Battipagliese           |
| Fortis Murgia          | 1 - 1 (3-4 dtr) | Pisticci                |
| Francavilla            | 0 - 2           | Nardò                   |
| Capriatese             | 1 - 1 (2-4 dtr) | Fortis Trani            |
| Messina                | 0 - 6           | Valle Grecanica         |
| Acireale               | 1 - 0           | Noto                    |
| Mazara                 | 1 - 0           | Marsala                 |

## Primo turno
Il primo turno prevede la disputa di 58 gare di sola andata riservato alle seguenti squadre:
- 44 vincenti il turno preliminare;
- 72 ammesse di diritto, tranne le 5 società partecipanti alla TIM Cup 2010/2011 in organico alla Serie D (Alzano Cene, Este, Guidonia, Santegidiese, V. Casarano) e la finalista della Coppa Italia Serie D 2009–2010 (Voghera).

| Squadra 1            | Risultato       | Squadra 2               |
| -------------------- | --------------- | ----------------------- |
| 20/21/23/24.08.2011  |                 |                         |
| Sandonà 1922         | 1 - 1 (4-2 dtr) | Venezia                 |
| Montebelluna         | 2 - 1           | Union Quinto            |
| Chioggia Sottomarina | 2 - 1           | Rovigo                  |
| Villafranca Veronese | 1 - 2           | Virtus Verona           |
| San Paolo PD         | 2 - 0           | Treviso                 |
| Belluno              | 3 - 4           | Opitergina              |
| Pordenone            | 2 - 1           | Sanvitese               |
| Tamai                | 1 - 1 (3-4 dtr) | Kras                    |
| Castelnuovo Sandrà   | 3 - 3 (6-5 dtr) | Sterilgarda Castiglione |
| Caratese             | 0 - 1           | Olginatese              |
| Insubria Caronnese   | 3 - 0           | Gallaratese             |
| Colognese            | 0 - 2           | Cantù San Paolo         |
| Seregno              | 0 - 0 (3-2 dtr) | Darfo Boario            |
| Pontisola            | 2 - 1           | Carpenedolo             |
| Castiadas            | 1 - 4           | Porto Torres            |
| Acqui                | 2 - 0           | Albese                  |
| Settimo              | 1 - 1 (5-4 dtr) | Chieri                  |
| Aquanera Comollo     | 2 - 0           | Santhià                 |
| Lavagnese            | 1 - 1 (4-5 dtr) | Borgorosso Arenzano     |
| Cuneo                | 3 - 0           | Asti                    |
| Mantova              | 0 - 1           | Pizzighettone           |
| Virtus Castelfranco  | 1 - 1 (5-4 dtr) | Bagnolese               |
| Santarcangelo        | 3 - 0           | Real Rimini             |
| Virtus Pavullese     | 1 - 0           | Cesenatico              |
| Russi                | 1 - 0           | Mezzolara               |
| Fortis Juventus      | 0 - 2           | Montevarchi             |
| Sarzanese            | 0 - 1           | Chiavari Caperana       |
| Rosignano Sei Rose   | 3 - 1           | Tuttocuoio              |
| Pontedera            | 0 - 0 (2-4 dtr) | Borgo a Buggiano        |
| Scandicci            | 2 - 1           | Sestese                 |
| Castel Rigone        | 2 - 2 (5-4 dtr) | Ponsacco                |
| Sansepolcro          | 3 - 1           | Group Città di Castello |
| Deruta               | 1 - 1 (5-6 dtr) | Perugia                 |
| Voluntas Spoleto     | 2 - 2 (4-5 dtr) | Pianese                 |
| Sporting Terni       | 3 - 0           | Viterbese               |
| Recanatese           | 0 - 3           | Fossombronese           |
| Civitanovese         | 0 - 1           | Jesina                  |
| Aprilia              | 0 - 1           | Anziolavinio            |
| Forcoli              | 1 - 0           | Flaminia C.C.           |
| Monterotondo         | 0 - 0 (3-1 dtr) | Cynthia                 |
| Venafro              | 0 - 1           | Gaeta                   |
| Pomigliano           | 0 - 2           | Bacoli Sibilla Flegrea  |
| Turris               | 4 - 0           | Atletico Nola           |
| Forza e Coraggio     | 3 - 1           | Viribus Unitis          |
| Sapri                | 0 - 0 (3-4 dtr) | Battipagliese           |
| Casertana            | 0 - 0 (3-5 dtr) | Sant'Antonio Abate      |
| Olympia Agnonese     | 0 - 2           | Atletico Trivento       |
| Budoni               | 2 - 2 (4-1 dtr) | Tavolara                |
| Sanluri              | 2 - 3           | Selargius               |
| Teramo               | 1 - 0           | Luco Canistro           |
| Fortis Trani         | 2 - 2 (5-4 dtr) | Atessa Val di Sangro    |
| FC Francavilla       | 0 - 1           | Pisticci                |
| Ostuni               | 2 - 5           | Nardò                   |
| Grottaglie           | 1 - 0           | Rossanese               |
| Sambiase Lamezia     | 1 - 1 (4-5 dtr) | Cittanova Interpiana    |
| Valle Grecanica      | 2 - 2 (4-5 dtr) | HinterReggio            |
| Modica               | 0 - 0 (3-4 dtr) | Acireale                |
| Nissa                | 3 - 0           | Mazara                  |

## Trentaduesimi di finale
I trentaduesimi di finale prevede la disputa di 32 gare di sola andata riservato alle seguenti squadre:
- 58 vincenti il primo turno;
- 5 partecipanti alla TIM Cup 2010/2011 (Alzano Cene, Este, Guidonia, Santegidiese, V. Casarano);
- 1 finalista Coppa Italia Serie D 2009/2010 (Voghera);

| Squadra 1              | Risultato       | Squadra 2            |
| ---------------------- | --------------- | -------------------- |
| 20/21/23/24.08.2011    |                 |                      |
| Aquanera Comollo       | 6 - 2           | Settimo              |
| Acqui                  | 2 - 1           | Chiavari Caperana    |
| Borgorosso Arenzano    | 1 - 2           | Cuneo                |
| Olginatese             | 1 - 0           | Voghera              |
| AlzanoCene             | 2 - 2 (4-5 dtr) | Pontisola            |
| Cantù San Paolo        | 1 - 2           | Insubria Caronnese   |
| Pizzighettone          | 2 - 1           | Seregno              |
| Virtus Verona          | 0 - 1           | Castelnuovo Sandrà   |
| Chioggia Sottomarina   | 2 - 0           | Kras                 |
| Opitergina             | 1 - 1 (3-4 dtr) | Sandonà 1922         |
| Pordenone              | 1 - 1 (4-2 dtr) | Montebelluna         |
| Este                   | 4 - 0           | San Paolo PD         |
| Borgo a Buggiano       | 2 - 1           | Rosignano Sei Rose   |
| Scandicci              | 1 - 3           | Forcoli              |
| Montevarchi            | 0 - 0 (7-6 dtr) | Castel Rigone        |
| Perugia                | 1 - 1 (3-1 dtr) | Pianese              |
| Russi                  | 1 - 1 (3-4 dtr) | Santarcangelo        |
| Virtus Pavullese       | 0 - 1           | Virtus Castelfranco  |
| Fossombronese          | 1 - 2           | Sansepolcro          |
| Jesina                 | 2 - 3           | Santegidiese         |
| Atletico Trivento      | 3 - 2           | Teramo               |
| Monterotondo           | 1 - 1 (4-5 dtr) | Sporting Terni       |
| Porto Torres           | 3 - 0           | Budoni               |
| Guidonia Montecelio    | 2 - 0           | Selargius            |
| Grottaglie             | 1 - 0           | Fortis Trani         |
| Nardò                  | 1 - 0           | Casarano             |
| Gaeta                  | 1 - 0           | Anziolavinio         |
| Bacoli Sibilla Flegrea | 2 - 1           | Forza e Coraggio     |
| Sant'Antonio Abate     | 1 - 3           | Turris               |
| Battipagliese          | 1 - 0           | Pisticci             |
| HinterReggio           | 1 - 0           | Cittanova Interpiana |
| Nissa                  | 1 - 1 (4-5 dtr) | Acireale             |

## Sedicesimi di finale
| Squadra 1              | Risultato       | Squadra 2            |
| ---------------------- | --------------- | -------------------- |
| 20/21/23/24.08.2011    |                 |                      |
| Aquanera Comollo       | 1 - 0           | Acqui                |
| Cuneo                  | 2 - 1           | Olginatese           |
| Insubria Caronnese     | 0 - 2           | Pontisola            |
| Castelnuovo Sandrà     | 1 - 2           | Pizzighettone        |
| Sandonà 1922           | 0 - 3           | Chioggia Sottomarina |
| Pordenone              | 1 - 2           | Este                 |
| Forcoli                | 1 - 3           | Borgo a Buggiano     |
| Perugia                | 1 - 1 (5-4 dtr) | Montevarchi          |
| Virtus Castelfranco    | 0 - 0 (4-5 dtr) | Santarcangelo        |
| Sansepolcro            | 2 - 0           | Santegidiese         |
| Sporting Terni         | 0 - 0 (3-4 dtr) | Atletico Trivento    |
| Guidonia Montecelio    | 3 - 0           | Porto Torres         |
| Nardò                  | 1 - 1 (5-4 dtr) | Grottaglie           |
| Bacoli Sibilla Flegrea | 2 - 1           | Gaeta                |
| Turris                 | 2 - 1           | Battipagliese        |
| Acireale               | 1 - 0           | HinterReggio         |

## Ottavi di finale
| Squadra 1              | Risultato       | Squadra 2            |
| ---------------------- | --------------- | -------------------- |
| 20/21/23/24.08.2011    |                 |                      |
| Cuneo                  | 2 - 2 (3-4 dtr) | Aquanera Comollo     |
| Pontisola              | 1 - 1 (5-4 dtr) | Pizzighettone        |
| Este                   | 2 - 3           | Chioggia Sottomarina |
| Borgo a Buggiano       | 1 - 1 (3-5 dtr) | Perugia              |
| Santarcangelo          | 1 - 1 (6-5 dtr) | Sansepolcro          |
| Atletico Trivento      | 3 - 0           | Guidonia Montecelio  |
| Bacoli Sibilla Flegrea | 2 - 2 (4-1 dtr) | Nardò                |
| Turris                 | 2 - 0           | Acireale             |

## Quarti di finale
| Squadra 1           | Risultato | Squadra 2              |
| ------------------- | --------- | ---------------------- |
| 20/21/23/24.08.2011 |           |                        |
| Aquanera Comollo    | 1 - 2     | Pontisola              |
| Perugia             | 1 - 0     | Chioggia Sottomarina   |
| Santarcangelo       | 0 - 1     | Atletico Trivento      |
| Turris              | 4 - 2     | Bacoli Sibilla Flegrea |

## Semifinali
| Squadra 1                                   | Totale          | Squadra 2 | Andata | Ritorno |
| ------------------------------------------- | --------------- | --------- | ------ | ------- |
| andata (16/19.02.2011) ritorno (17.03.2011) |                 |           |        |         |
| Pontisola                                   | 1 - 1 (4-5 dtr) | Perugia   | 0 - 1  | 1 - 0   |
| Atletico Trivento                           | 1 - 3           | Turris    | 0 - 1  | 1 - 2   |

## Finale
| Arbitro: | Chiffi (Padova) |

| |            | |
| Corallo 42’ | Marcatori  | |
| Ripa Pupeschi Cacioli Antonio D’Ambrosio Zanchi Rampi Borghese Mocarelli (67' Fiordani) Mariani (81' Marri) Bartolini (90' Taccucci) Corallo | Formazioni | Prete Moscarino Mariniello Braca (81' Teta) Polverino Leonardo D’Ambrosio (67' Citro) Della Ventura Marzocchi (67' Coppola) Iovene Russo Contino |
| Battistini | Allenatori | Mandragora |